# تپه آوا دره
تپه آوا دره مربوط به دوره اشکانیان است و در شهرستان کوثر، بخش فیروز، دهستان زرج آباد، روستای هشین واقع شده و این اثر در تاریخ ۲۶ اسفند ۱۳۸۷ با شمارهٔ ثبت ۲۵۸۲۹ به‌عنوان یکی از آثار ملی ایران به ثبت رسیده است.